# Ce que vivent les hommes
 (février 2025).
Si vous disposez d'ouvrages ou d'articles de référence ou si vous connaissez des sites web de qualité traitant du thème abordé ici, merci de compléter l'article en donnant les références utiles à sa vérifiabilité et en les liant à la section « Notes et références ».
 (mars 2024).
Ce que vivent les hommes, également traduit Ce qui fait vivre les hommes ou De quoi vivent les hommes est une nouvelle écrite par l’auteur russe Léon Tolstoï en 1885. 
C'est l'une des nouvelles incluses dans sa collection What Men Live By, and Other Tales, publiée en 1885. La compilation comprenait également les pièces écrites The Three Questions, The Coffee-House of Surat et Ce qu'il faut de terre à l'homme.
Alexandre Soljenitsyne y fait référence dans Le Pavillon des cancéreux.

## Résumé du livre
L’histoire de ‘Qu’est-ce que les gens vivent’ est celle d’un couple pauvre, Simon et Matryona, qui apprennent des leçons spirituelles après avoir accueilli un homme sans abri. L’histoire commence avec les difficultés financières de Simon et la découverte d’un homme nu dans un temple. Il prend l’homme avec lui et l’aide. L’homme, qui s’appelle Michael, révèle qu’il est un ange. Michael enseigne à Simon et Matryona les réponses aux questions : ‘Qu’est-ce qui existe en l’homme, qu’est-ce qui n’est pas donné à l’homme et avec quoi les gens vivent’ : Ce qui existe en l’homme, c’est l’Amour, ce qui n’est pas donné à l’homme, c’est de connaître ses propres besoins et les gens vivent avec Dieu. L’histoire se termine par l’ascension de Michael au ciel. Cette histoire aborde une question morale et religieuse : les gens vivent-ils pour eux-mêmes ou pour aimer les autres ?